# Neckeropsis uruguensis
Neckeropsis uruguensis là một loài Rêu trong họ Neckeraceae. Loài này được (Müll. Hal.) Hosseus miêu tả khoa học đầu tiên năm 1939.